# Lancia Delta
Lancia Delta è il nome con cui vengono comunemente identificate alcune autovetture di fascia media prodotte dalla casa automobilistica italiana Lancia dal 1979 al 1999 e poi dal 2008 al 2014.

## Descrizione
La Delta è la vettura media di casa Lancia che ha il compito di presidiare il segmento C. La prima automobile Lancia ad utilizzare questo nome è stata la Delta-20/30HP nel 1911. La storia delle moderne Delta ha invece inizio nel 1979. Ad oggi la Delta è il secondo modello più venduto nella storia del marchio Lancia con 776.970 esemplari prodotti che includono i 525.231 esemplari della prima serie, i 138.980 esemplari della seconda serie e i 112.759 esemplari della terza serie.
| Prima serie | Seconda serie | Terza serie |
| ----------- | ------------- | ----------- |
|             |               |             |
| 1979-1993   | 1993-1999     | 2008-2014   |

### Prima serie
La prima serie della Delta nasce nel 1979 dalla matita di Giorgetto Giugiaro, ed è chiamata a raccogliere l'eredità della Beta. È una moderna due volumi ben proporzionata, dalle linee pulite e squadrate, che rompe con i precedenti canoni stilistici della casa. È stata la prima e finora unica vettura Lancia ad essere eletta Auto dell'anno, nel 1980. Quest'auto è stata anche brevemente venduta nei primi anni Ottanta con marchio Saab in Svezia, col nome di Saab 600. I successi sportivi conseguiti dalle sue versioni rally ne hanno fatto una vettura di successo e ne hanno allungato la carriera, che ha attraversato un intero decennio e si è conclusa solo nel 1993 con l'arrivo della seconda serie, rimanendo però in listino con varie edizioni speciali fino al 1995.

### Seconda serie
La seconda serie della Delta debutta nel 1993, in ritardo rispetto ai piani iniziali, a causa del protrarsi della carriera della sua diretta antenata. Strettamente legata nello sviluppo alla Fiat Tipo ed alla Lancia Dedra, la nuova Delta nel design riprende ed aggiorna molti elementi caratteristici della prima serie. Nonostante l'allora fama sportiva del marchio, non è stata proposta in versioni particolarmente spinte dedicate alla pista (complice il ritiro di Lancia dalle competizioni) ma solo in alcuni allestimenti stradali sportivi. Questa seconda serie non ha saputo ripetere il grande successo commerciale della precedente, ed è uscita dai listini nel 1999 senza essere rimpiazzata.

### Terza serie
Nel 2008, dopo un'assenza dai listini di circa otto anni, viene presentata la terza serie della Delta, anticipata nel 2003 dall'esercizio di stile Granturismo Stilnovo e nel 2006 dalla concept car Delta HPE, che già prefigurava il modello di serie definitivo. Questa nuova Delta, sviluppata da Fiat Group sul Pianale C già utilizzato dalla Fiat Bravo, non riprende le linee delle precedenti serie ma abbraccia invece i canoni stilistici Lancia degli anni duemila, ed abbandona i riferimenti alla sportività per orientarsi maggiormente al mondo del lusso. In seguito all'entrata di Chrysler Group in Fiat S.p.A. ed alla decisione di coordinare insieme i marchi Lancia e Chrysler, dall'estate 2011 la vettura viene venduta a marchio Chrysler in Regno Unito ed Irlanda col nome di Chrysler Delta.

## Modelli derivati
Come detto, le varie Delta sono state realizzate sfruttando e condividendo pianali, meccanica e componenti di automobili del Gruppo Fiat prodotte nello stesso periodo. Dalla Delta, nello specifico da versioni della prima serie, sono inoltre stati derivati alcuni modelli speciali.
| Lancia Delta S4 | Lancia Hyena |
| --------------- | ------------ |
|                 |              |
| 1985            | 1992-1993    |

### Lancia Delta S4
Dalla prima serie della Delta è stata derivata nel 1985 la Delta S4. Pensata per sostituire la 037 nel campionato del mondo rally, in realtà la S4 aveva poco o nulla a che spartire con il modello di serie, a parte lo stile della carrozzeria. Costruita nei soli 200 esemplari stradali necessari all'omologazione sportiva, la carriera sportiva della S4 terminò bruscamente l'anno successivo, in seguito all'incidente mortale occorso al pilota Henri Toivonen ed al suo navigatore Sergio Cresto. Lo stop alla S4 fermò anche i piani relativi alla sua evoluzione, la Lancia ECV.

### Lancia Hyena
Nel 1992 è stata realizzata la Lancia Hyena, una coupé sportiva prodotta in edizione limitata da Zagato e derivata dalla meccanica della Delta HF Integrale Evoluzione. Inizialmente prevista in una tiratura limitata a 75 esemplari, è stata realizzata in soli 25 modelli.